# مابلتون (يوتا)
مابلتون (بالإنجليزية: Mapleton, Utah)‏ هي مدينة تقع في الولايات المتحدة في مقاطعة يوتا، يوتا. يقدر عدد سكانها بـ 8,442 نسمة ومساحتها 32.6 كم2 وترتفع عن سطح البحر 1,442 متر.

## التركيبة السكانية
حدّد مكتب تعداد الولايات المتحدة بيانات التركيبة السكانية لمابلتون في تعداد الولايات المتحدة. في ما يلي، التركيبة السكانية حسب تعدادي 2000 و2010.

### تعداد عام 2000
بلغ عدد سكان مابلتون 5,809 نسمة بحسب تعداد عام 2000، وبلغ عدد الأسر 1,442 أسرة وعدد العائلات 1,314 عائلة مقيمة في المدينة. في حين سجلت الكثافة السكانية 168.1 نسمة لكل كيلومتر مربع (435.4/ميل2). وبلغ عدد الوحدات السكنية 1,480 وحدة بمتوسط كثافة قدره 42.8 لكل كيلومتر مربع (110.9/ميل2).
وتوزع التركيب العرقي للمدينة بنسبة 97.80% من البيض و0.14% من الأمريكيين الأفارقة و0.24% من الأمريكيين الأصليين و0.34% من الأمريكيين ذوي الأصول الآسيوية و0.22% من سكان جزر المحيط الهادئ و0.52% من الأعراق الأخرى و0.74% من عرقين مختلطين أو أكثر و2.05% من الهسبانيون أو اللاتينيون من أي عرق.
بلغ عدد الأسر 1,442 أسرة كانت نسبة 58.5% منها لديها أطفال تحت سن الثامنة عشر تعيش معهم، وبلغت نسبة الأزواج القاطنين مع بعضهم البعض 83.8% من أصل المجموع الكلي للأسر، ونسبة 5.1% من الأسر كان لديها معيلات من الإناث دون وجود شريك،  بينما كانت نسبة 2.1% من الأسر لديها معيلون من الذكور دون وجود شريكة وكانت نسبة 8.9% من غير العائلات. تألفت نسبة 7.6% من أصل جميع الأسر من عدة أفراد يعيشون في نفس المنزل ونسبة 3.7% كانت تتألف من شخص يعيش بمفرده يبلغ من العمر 65 عاماً أو أكثر. وبلغ متوسط حجم الأسرة المعيشية 4.02، أما متوسط حجم العائلات فبلغ 4.25.
بلغ العمر الوسطي للسكان 24.9 عاماً. وكانت نسبة 40.1% من القاطنين تحت سن الثامنة عشر، وكانت نسبة 10% بين الثامنة عشر والرابعة والعشرين عاماً، ونسبة 23.4% كانت واقعةً في الفئة العمرية ما بين الخامسة والعشرين والرابعة والأربعين عاماً، ونسبة 18.7% كانت ما بين الخامسة والأربعين والرابعة والستين، ونسبة 7.7% كانت ضمن فئة الخامسة والستين عاماً فما فوق. يوجد لكل 100 أنثى 100.9 ذكر، ويوجد لكل 100 أنثى في الثامنة عشر من عمرها فما فوق 101.0 ذكر.
بلغ متوسط دخل الأسرة في المدينة 60,985 دولارًا، أما متوسط دخل العائلة فبلغ 63,856 دولارًا. وكان متوسط دخل الذكور 43,462 دولارًا مقابل 22,800 دولارًا للإناث. وسجل دخل الفرد الخاص بالمدينة 17,496 دولارًا. وكانت نسبة 3.8% من العائلات ونسبة 5.1% من السكان تحت خط الفقر، وكان من هؤلاء نسبة 6.9% تحت سن الثامنة عشر ونسبة 6.7% في الخامسة والستين من العمر وما فوق.

### تعداد عام 2010
بلغ عدد سكان مابلتون 7,979 نسمة بحسب تعداد عام 2010، وبلغ عدد الأسر 2,039 أسرة وعدد العائلات 1,856 عائلة مقيمة في المدينة. في حين سجلت الكثافة السكانية 230.9 نسمة لكل كيلومتر مربع (598.0/ميل2). وبلغ عدد الوحدات السكنية 2,125 وحدة بمتوسط كثافة قدره 61.5 لكل كيلومتر مربع (159.3/ميل2).
وتوزع التركيب العرقي للمدينة بنسبة 95% من البيض و0.28% من الأمريكيين الأفارقة و0.30% من الأمريكيين الأصليين و0.49% من الأمريكيين ذوي الأصول الآسيوية و0.40% من سكان جزر المحيط الهادئ و1.02% من الأعراق الأخرى و2.52% من عرقين مختلطين أو أكثر و3.50% من الهسبانيون أو اللاتينيون من أي عرق.
بلغ عدد الأسر 2,039 أسرة كانت نسبة 54.5% منها لديها أطفال تحت سن الثامنة عشر تعيش معهم، وبلغت نسبة الأزواج القاطنين مع بعضهم البعض 84.1% من أصل المجموع الكلي للأسر، ونسبة 4.9% من الأسر كان لديها معيلات من الإناث دون وجود شريك،  بينما كانت نسبة 2.1% من الأسر لديها معيلون من الذكور دون وجود شريكة وكانت نسبة 9% من غير العائلات. تألفت نسبة 7.9% من أصل جميع الأسر من عدة أفراد يعيشون في نفس المنزل ونسبة 4.8% كانت تتألف من شخص يعيش بمفرده يبلغ من العمر 65 عاماً أو أكثر. وبلغ متوسط حجم الأسرة المعيشية 3.89، أما متوسط حجم العائلات فبلغ 4.11.
بلغ العمر الوسطي للسكان 27.9 عاماً. وكانت نسبة 38.8% من القاطنين تحت سن الثامنة عشر، وكانت نسبة 9% بين الثامنة عشر والرابعة والعشرين عاماً، ونسبة 21.7% كانت واقعةً في الفئة العمرية ما بين الخامسة والعشرين والرابعة والأربعين عاماً، ونسبة 21% كانت ما بين الخامسة والأربعين والرابعة والستين، ونسبة 9.5% كانت ضمن فئة الخامسة والستين عاماً فما فوق. وتوزع التركيب الجنسي للسكان بنسبة 49.9% ذكور و50.1% إناث.

## أعلام
- فان هاتفيلد
- ديفيد دبليو. ألان